# 村田忠良
村田 忠良（むらた ただよし、1931年4月17日 - 2008年8月30日）は、日本の精神科医。
北海道生まれ。号・狸山人。1956年北海道大学医学部卒、1962年同大学院精神医学専攻博士課程修了、医学博士。北大医局員、士別市立病院医長、平松病院副院長、1971年聖母会天使病院精神科医長。1975年天使女子短期大学教授（兼任）。北海道家庭生活総合カウンセリングセンター理事長。アルコール依存症の治療に尽した。

## 著書
- 『現代精神衛生学ノート』中央出版社 1977
- 『断酒学』星和書店 1983
- 『老いの人間学』中央出版社 1986
- 『酒つれづれ』北海道新聞社 1994
- 『愛に癒されて人は生きる 精神科医が見つめた人間の心の復元力』海竜社 2000

### 翻訳
- ジェイムズ・ネルソン『どん底からの出発』三田村玲子共訳 中央出版社 1980

## 論文
- ＜村田忠良